# Copa Verde
La Copa Verde è una competizione calcistica brasiliana a cui partecipano le squadre delle regioni del Nord, del Centro-Ovest e quelle dell'Espírito Santo.

## Storia
Dal 2015 il vincitore del torneo ottiene l'accesso alla Coppa Sudamericana della stagione successiva ma solamente nel caso in cui non si qualifichi per gli ottavi di finale di Coppa del Brasile. Dal 2017, la vincitrice accede agli ottavi della Coppa del Brasile della stagione successiva.

## Titoli per squadra
| Squadra     | Titoli |
| ----------- | ------ |
| Paysandu    | 5      |
| Cuiabá      | 2      |
| Brasília    | 1      |
| Brasiliense | 1      |
| Goiás       | 1      |
| Luverdense  | 1      |
| Remo        | 1      |

## Titoli per stato
| Stato              | Titoli |
| ------------------ | ------ |
| Pará               | 6      |
| Mato Grosso        | 3      |
| Distretto Federale | 2      |
| Goiás              | 1      |